# Tomasz Olszański

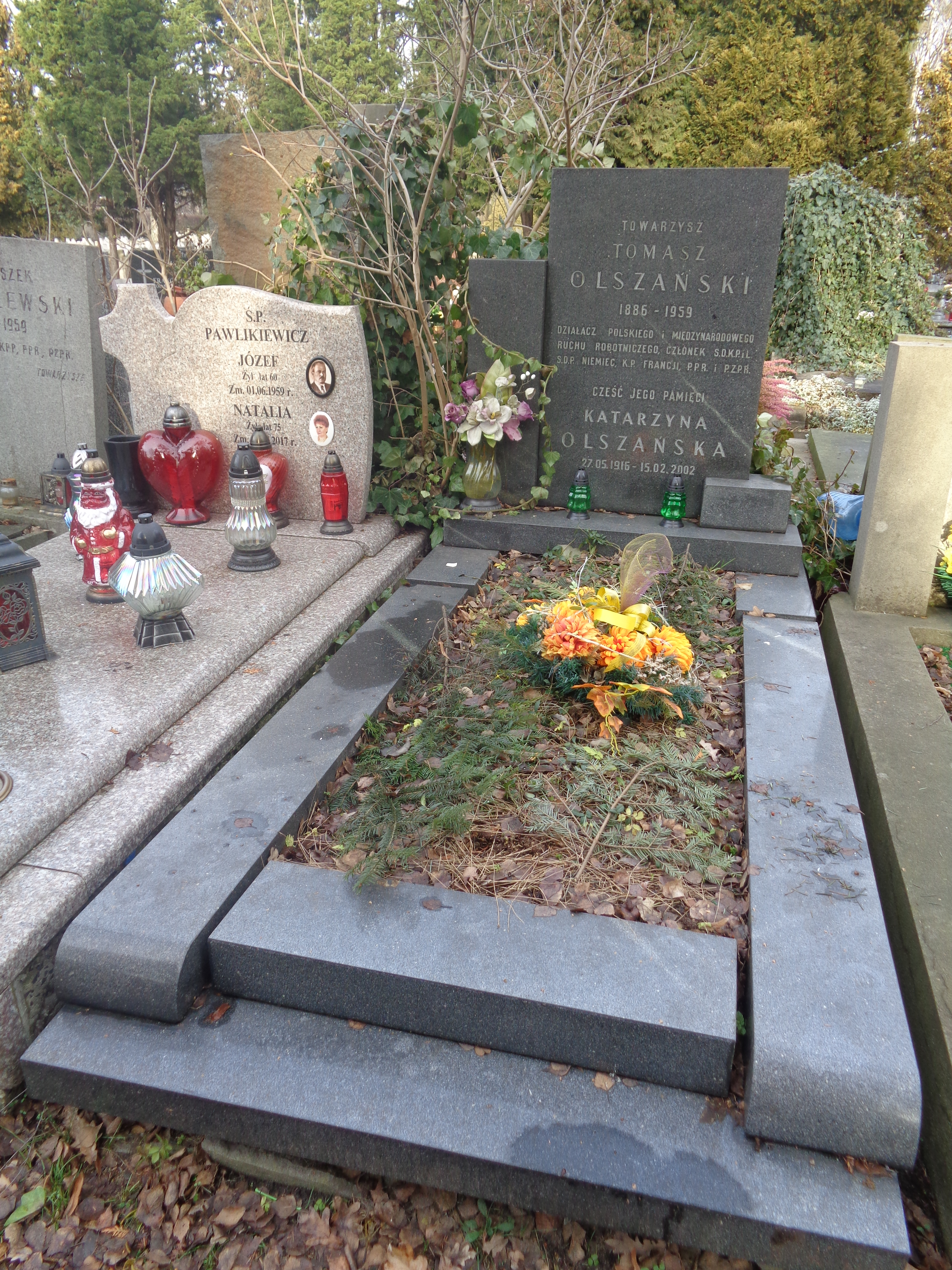
Grób Tomasza Olszańskiego na Cmentarzu Wojskowym na Powązkach

Tomasz Olszański (ur. 5 listopada 1886 w Morawsku, zm. 9 lipca 1959 w Warszawie) – polski i francuski działacz międzynarodowego ruchu robotniczego i związków zawodowych.

## Życiorys
Urodził się w biednej chłopskiej rodzinie Wojciecha Olszańskiego i Józefy z domu Kolasa, jako najstarszy z czworga rodzeństwa, od ósmego roku życia najmował się do pracy jako pasterz. W 1906 w poszukiwaniu lepszej pracy wyjechał do Niemiec, początkowo pracował w cegielni w Cedyni, a następnie w garbarni w Berlinie i na kolei w Zagłębiu Ruhry. W 1909 przyjechał do Auboué we Francji, wstąpił wówczas do Partia Socjalistyczna i Powszechnej Konfederacji Pracy. Pracował jako górnik w kopalniach w Zagłębiu Północnym, dołączył tam do związku górników zorganizowanego przez Benoît Broutchoux. Podczas I wojny światowej walczył w Armii Polskiej we Francji. Po kongresie w Tours w 1920 wstąpił do Francuskiej Partii Komunistycznej. W 1923 został urzędnikiem związkowym odpowiedzialnym za propagandę wśród pracowników imigracyjnych, zamieszkał wówczas z żoną i pięciorgiem dzieci w Lallaing. Pracował również dla gazety Robotnik Polski, która rywalizowała z pismem Prawa Ludu. Od czerwca 1922 posiadał francuskie obywatelstwo, którego został pozbawiony w 1932. Jako uzasadnienie władze podały działalność wywrotową, negatywne stanowisko wobec pracodawców, obronę klasy robotniczej i działalność na szkodę Francji. Powstał komitet wsparcia Tomasza Olszańskiego, należeli do niego m.in. Jean Lurçat, André Lurçat, Georges Friedmann, André Malraux, Paul Signac, Paul Nizan, Henri Barbusse i Eugène Dabit. Wyrok nie uległ kasacji i Olszańskiego w 1934 wydalono z Francji. Osiedlił się w ZSRR, w 1945 powrócił do Polski. W 1944 złożył wniosek o wystąpieniu z Francuskiej Partii Komunistycznej, wstąpił wówczas do Polskiej Partii Robotniczej, następni należał do Polskiej Zjednoczonej Partii Robotniczej. W 1957 spisał swoje wspomnienia "Życie tułacze", zmarł 9 lipca 1959. Pochowany na Cmentarzu Wojskowym na Powązkach (kw. II-B-28, rząd 4, grób 16).